# Idjil
Idjil (en rus: Иджил) és un poble (un possiólok) de Calmúquia, a Rússia, segons el cens del 2010 tenia 701 habitants. Pertany al districte municipal d'Oktiabrski.